# Ceratobatrachidae
De Ceratobatrachidae zijn een familie van kikkers (Anura). De wetenschappelijke naam van de groep werd in 1884 voorgesteld door George Albert Boulenger.
De familie werd voorheen beschouwd als een onderdeel van de familie van de echte kikkers (Ranidae). In 2015 is de groep taxonomisch herzien en is het aantal geslachten teruggebracht tot vier, verdeeld over drie onderfamilies. De familie heeft uitsluitend vertegenwoordigers in het Oriëntaals en het Australaziatisch gebied.

## Onderfamilies en geslachten
- Onderfamilie Alcalinae
  - Alcalus
- Onderfamilie Ceratobatrachinae
  - Cornufer
  - Platymantis – Rimpelkikkers
- Onderfamilie Liurananinae
  - Liurana

Allophrynidae · 
Alsodidae · 
Alytidae · 
Aromobatidae · 
Arthroleptidae · 
Myobatrachidae · 
Batrachylidae · 
Blaasoppies · 
Bombinatoridae · 
Boomkikkers · 
Brachycephalidae · 
Calyptocephalellidae · 
Ceratobatrachidae · 
Ceratophryidae · 
Conrauidae · 
Craugastoridae · 
Cycloramphidae · 
Dicroglossidae · 
Echte kikkers · 
Eleutherodactylidae · 
Fluitkikkers · 
Glaskikkers · 
Gouden kikkers · 
Graafkikkers · 
Hemiphractidae · 
Hylodidae · 
Knoflookpadden · 
Limnodynastidae · 
Megophryidae · 
Mexicaanse gravende padden · 
Micrixalidae · 
Microhylidae · 
Nasikabatrachidae · 
Nieuw-Zeelandse oerkikkers · 
Nyctibatrachidae · 
Odontobatrachidae · 
Odontophrynidae · 
Padden · 
Pelodytidae · 
Petropedetidae · 
Phrynobatrachidae · 
Pijlgifkikkers · 
Ptychadenidae · 
Pyxicephalidae · 
Ranixalidae · 
Rhinodermatidae · 
Rietkikkers · 
Scaphiopodidae · 
Schuimnestboomkikkers · 
Seychellenkikkers · 
Spookkikkers · 
Staartkikkers · 
Telmatobiidae · 
Tongloze kikkers